# San Carlos (Nikaragua)

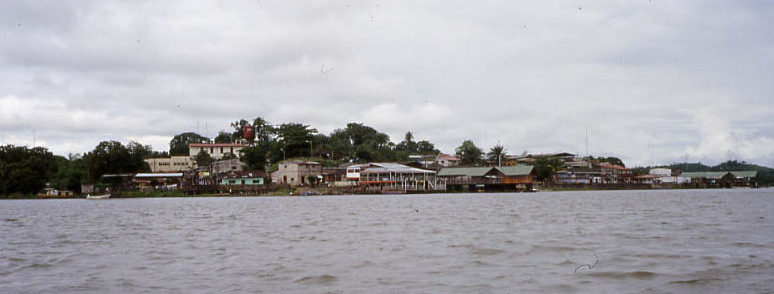
San Carlos

San Carlos – miasto w południowej Nikaragui, na południowo-wschodnim wybrzeżu jeziora Nikaragua, w miejscu, gdzie wypływa z niego rzeka San Juan. Współrzędne geograficzne: 11°08′N 84°47′W/11,133333 -84,783333. Ośrodek administracyjny departamentu Río San Juan. Ludność: 8,9 tys. mieszk. (1995).
Gmina San Carlos obejmuje południowo-wschodnie wybrzeże jeziora Nikaragua, a także położony na nim archipelag Solentiname.
Po nikaraguańskiej rewolucji w 1979 przeciwko dyktaturze Somozy ten szczególnie słabo rozwinięty region Nikaragui stał się celem licznym akcji humanitarnych. W tym okresie miasto San Carlos nawiązało kontakty z wieloma miastami w Europie i Stanach Zjednoczonych.

## Miasta bliźniacze
- Groningen
- Erlangen, Norymberga, Schwabach, Waltrop, Witten
- Albacete, Badalona
- Braunau, Linz,
- Bolonia
- San Carlos, Honolulu, South Bend, San Francisco